# Csép
Csép is een plaats (község) en gemeente in het Hongaarse comitaat Komárom-Esztergom. Csép telt 353 inwoners (2015).